# Vértigo (álbum de Fey)
Vértigo es el cuarto álbum de estudio de la cantante mexicana Fey. Fue lanzado en el 2002 siendo uno de los discos más costosos en su producción hasta la fecha en la historia de la música en México. Fue grabado en Washington y Londres, y producido por Graeme Pleeth, Robin Barter y Robert Jazayeri.
Vértigo fue lanzado en formato doble, consistente en un CD en castellano y otro en inglés. En esta producción Fey experimenta nuevos ritmos, desde el electropop, hasta el alternativo, el progresivo y el industrial. Para esta producción, la cantante se preparó mejorando su inglés, tomando clases de canto y perfeccionando coreografías en Los Ángeles, California, Estados Unidos. 
Vértigo suponía el regreso inminente de Fey al ambiente musical de Latinoamérica. Se tuvieron planes ambiciosos de distribución y promoción con miras a ingresar en los mercados europeos y asiáticos. Su primer sencillo "Sé lo que vendrá" se colocó inmediatamente en el número uno en las emisoras mexicanas y a la semana de publicar el álbum, se le otorgó un disco de oro.

## Antecedentes y grabación
Después del remolino en que se vio envuelta su carrera musical, Fey evadió los medios de comunicación y se refugió en los Estados Unidos, donde pasó una temporada de descanso de aproximadamente siete meses, en los que según ella en ese tiempo se relajó y se encontró consigo misma. Por tales motivos en su vida privada Fey evaluó la posibilidad de retirarse del mercado musical. Desechando la idea, Fey decide elaborar un álbum en el que fuera ella quién escribiera las letras de las canciones.
Para ello encaminó su proyecto hacia Washington, Londres, Miami, España, Italia y México. En las dos primeras ciudades se encontró con los productores del disco Gramme Pleeth, Robin Barter y Robert Jazayeri, continuó su preparación en Italia, España y Miami y trabajó sus coreografías en Los Ángeles y México. 
Inicialmente escribió las canciones en inglés y tras diseñar el concepto del disco con sus productores adaptó los temas al español. También se involucró en el proceso de elaboración musical, rescatando influencias de la propuesta electrónica Ray of Light de Madonna, música alternativa e industrial, Fey no dudó en mezclarlos.
Mientras tanto, en México la prensa indagaba en detalles de lo que sería el regreso de Fey. Octavio Padilla, quien era su mánager en ese entonces, adelantó que: "El sonido tiene una tendencia a lo electrónico pop. Las canciones no caen en intelectualismos, pero muestran la evolución de Fey, porque antes le escribían y ahora es ella quien lo hizo. Hay baladas y canciones muy bailables". Por su parte, Fey, ya a puertas de estrenar su disco, comentó: "Suena a 'electro pop', porque así me gustó el estilo. He estado escuchando mucha música, de todo. Haber estado en Europa me sirvió, porque asimilé mucho de lo que allá se hace. Soy la más fan de Björk, Annie Lennox, U2, Paul Oakenfold y Garbage. Me encantan".

## Contenido
El álbum se caracterizó por tener ritmos electrónicos y oscuros. Se apreciaron aires góticos, underground, bases industriales, sonidos dance y música experimental, muy vanguardista y muy europeo. La mayoría de canciones transmiten mensajes de seguridad y superación. Fey deja de lado las canciones para el público infantil y adolescente que hizo en la década de los noventa y compone letras más maduras, inspiradas en sus vivencias. 
Se editaron dos versiones, una en inglés y otra en castellano. La pista que abre el álbum es "Dime", una pista muy experimental que habla sobre el perdón, la desilusión y la fortaleza del amor; "Sé lo que vendrá" primer sencillo del álbum, es una canción electrónica con un pop muy futurista que narra la historia del proceso de transformación de la cantante y los problemas emocionales que atravesó en épocas anteriores al disco; la tercera pista "Vértigo", una balada roquera y electrónica, que aborda la superación de problemas y el poder del cambio; la cuarta pista "Noche ideal", segundo sencillo del álbum, es una canción dance donde Fey narra una noche mágica y bailable; «Romeo & Juliet», quinta tema y considerada la más oscura del álbum donde se narra la historia de una mujer que no sabía que estaba muerta; el sexto tema es "Loca por amarte", una canción con toques de jazz y bossa nova la cual habla sobre un amor no muy bien aprovechado; "Vienen y van", la cual tiene una fusión de dance y chill out con toques de house; "Alma gemela", es una canción experimental con tendencia a ritmos medio orientales; "Grítalo", que contiene influencias del trip hop y, "Siento caer", penúltima pista, es una balada electro acústica que versa sobre amores imposibles.
En su versión inglesa sobresalen además de los temas mencionados en español en su interpretaciones anglosajonas, tres temas exclusivos de esta edición. Al respecto Fey comentó que no encontró la manera de adaptarlos y prefirió mantenerlos en su idioma original. Del álbum destacan "That's What Love's All About", una balada experimental en donde sobresalen los ritmos electrónicos; "Dark Angel", canción inspirada en la serie del mismo nombre; "To Be Honest" en la que imperan ritmos como el electrónico, el house y el industrial. 
Finalmente, como obsequio a Fey, su equipo de producción le produjo el tema "Siento" que aparece en las dos ediciones. Esta canción está poblada por sonidos experimentales, al igual que varias partes de algunas canciones del disco, las más reconocibles "The Other Side" y "Ambition", aunque esta canción fue muy criticada debido a que en varios estribillos se entendían palabras como Belcebú y Luzbel, calificándola como satánica, argumentos que fueron desmentidos por Fey, quien explicó que solo era una melodía con balbuceos sin sentido como el caso del tema "lye" de su anterior disco El color de los sueños.
La planeación inicial de Vértigo suponía incluir la versión electrónica de "Azúcar amargo" de su disco Tierna la noche que a pesar de presentarse en varios conciertos durante la promoción del disco no apareció.

### Críticas
Vértigo es un disco oscuro y considerado como el mejor de la carrera de Fey en el que todos los temas son de su inspiración, mostrando una clara influencia de artistas como Depeche Mode y el lado más fresco de la islandesa Björk, dando como resultado un material adelantado a su tiempo, pero que seguramente se convertirá en un disco clásico al pasar los años.
Vértigo contó con crítica de apreciación mayormente favorable por parte de especialistas como por parte de los fanes de Fey. Muchos describieron el disco como vanguardista con un sonido underground y que en promedio serían casi quince años de adelanto musical que Fey presentó en este material. 
Drago Bonacich de Allmusic expresó que Vértigo hacía ver a Fey más elegante, sofisticada y sexy y que la mayoría de la música era electrónica pulsante. Musicalmente, este disco marca la evolución de Fey de su anterior estilo pop adolescente. The Dreamers se limita solo a criticar al disco en inglés y expresa que el arte en Vértigo es fascinante.

### Desempeño comercial
A tan solo una semana de su lanzamiento Vértigo obtuvo 30 000 copias vendidas solo en México. Fey presentó su disco en el desaparecido programa Otro rollo, donde además de reencontrase con su público, se le homenajeó con un disco de oro por las 75 000 copias vendidas a las dos semanas de su aparición.
Según Fey Vértigo era como su primer disco y le costaría trabajo insertarlo a gusto de la gente. El disco impactó al momento de su publicación en toda Latinoamérica pero rápidamente sucumbió en fama y sobre todo en ventas, sin rozar ninguna lista que no sea mexicana. Vértigo tampoco ingreso a listas relevantes como los Billboard.
Posteriormente, se hizo una reedición donde se le cambió la portada al disco, mostrando el rostro de Fey en esta. Se procedió a estrenar un segundo sencillo, "Noche ideal". Fey, aconsejada por su disquera, apareció más sugestiva de lo normal para este nuevo sencillo. Estos intentos no llamaron para nada la atención del público y a Fey le costó su contrato con Sony. La disquera sostuvo que Fey no estaba dispuesta a dar promoción al disco, a pesar de que había planes ambiciosos de llevar al disco a mercados asiáticos como Singapur o Japón, además de cancelar importantes eventos a último momento como la publicación de un tercer sencillo "Loca por amarte", conocido como sencillo fantasma. Por su parte Fey sostuvo que Sony no comprendió el concepto del disco hasta tal punto de preguntarle "¿Qué es esto?", aun así teniendo ya el storyboard para el videoclip en puerta, donde se rumora también llevaría un concepto futurista y nocturno como "Sé lo que vendrá" / "The Other Side".
En el 2003, apoyada por EMI Virgin publicó una tercera edición. Pobre a comparación de las dos anteriores, Fey pretendía lanzar como sencillos "Loca por amarte", que entre los fanes era considerada como una de las mejores, y "Alma gemela", que sonó algunas semanas en radios de países como Colombia, Chile, Argentina y también en el Estado libre Puerto Rico .
A pesar de los traspiés, Vértigo llegó a vender más de un millón de copias a nivel mundial, obteniendo once discos de oro y seis discos de platino por su ventas. Hasta la fecha parte del público no entiende estos desacuerdos con Sony, pues la producción está tratada con delicadeza y profesionalismo.

## Promoción
Por las bajas ventas del disco Fey se limitó a promocionarlo únicamente en programas televisivos mexicanos. Como en Otro rollo (2002), donde interpretó gran número de las canciones del disco en vivo, o bien en el evento realizado por la emisora mexicana EXA, donde presentó el disco junto con una versión electrónica de "Azúcar amargo". 
Los pocos eventos públicos en los que se hizo presente con este disco fueron en los VMLA 2002, donde presentó junto a Nick Carter a la cantante Avril Lavigne; y en los Premios Oye, donde junto a René Strickler, entregó el premio Pop Masculino Solista a su contemporáneo Alejandro Sanz. 
Vértigo supuso una gira promocional internacional no solo en Latinoamérica, sino en países europeos y asiáticos que no se realizaron según la disquera por bajas ventas y mala promoción. 

### Controversias
"Siento", última canción en ambas ediciones, causó revuelo por el hecho de que supuestamente pronunciaba palabras satánicas como "Luzbel" y "Belcebú". Esto se aprecia cuando se pone a rodar el track a lo contrario, o sea al revés, considerándose un mensaje subliminal en la canción. De acuerdo a varios expertos, como el ingeniero de sonido Hans Steve, aseguraron que sí se escuchan las palabras de Luzbel y Belcebú, esto es posible usando el programa ProTools que pone a rodar canciones al revés.
"Son cosas que inventan alrededor de los artistas y canciones, no se escucha nada de eso, soy una persona que cree en la luz, en Dios y en la energía positiva, así que eso no tiene nada que ver, y mucho menos en mis canciones", dijo Fey luego que se repusiera de la risa cuando se le preguntó por qué menciona al diablo en su tema. Incluso Fey explicó la razón de "Siento" en un programa de TV mexicano.

### Sencillos
- "The Other Side" - "Sé lo que vendrá": El más conocido en listas, además de ser el único que goza de un video musical.
- "Dressing to Kill" - "Noche ideal": Segundo sencillo que pretendía un video musical, que pasó desapercibido.
- "Ambition" - "Loca por amarte": Tercer sencillo conocido y promocionado solo semanas por EMI Virgin.
- "The Way You Love Me" - "Alma gemela": Cuarto sencillo, fantasma, sin promoción al no concretarse buen planeamiento con EMI Virgin.
- "Romeo & Juliet": Esta oscura balada fue seleccionada como carta de presentación para la internacionalización de Fey, pero quedó descartada por su retiro de Sony y sólo fue publicada en Colombia.

## Lista de canciones

### Vértigo: Edición mexicana
| Disco uno |                    |                                           |                             |          |  |
| N.º       | Título             | Escritor(es)                              | Productor(es)               | Duración |  |
| 1.        | «Dime»             | Fey, Graeme Pleeth, Robin Barter          | Graeme Pleeth, Robin Barter | 3:24     |  |
| 2.        | «Sé lo que vendrá» | Fey, Graeme Pleeth, Robin Barter          | Graeme Pleeth, Robin Barter | 4:27     |  |
| 3.        | «Vértigo»          | Fey, Graeme Pleeth, Robin Barter          | Graeme Pleeth, Robin Barter | 5:21     |  |
| 4.        | «Noche ideal»      | Fey, Graeme Pleeth, Robin Barter          | Graeme Pleeth, Robin Barter | 3:57     |  |
| 5.        | «Romeo & Juliet»   | Fey, Robert Jazayeri                      | Robert Jazayeri             | 4:24     |  |
| 6.        | «Loca por amarte»  | Fey, Graeme Pleeth, Robin Barter          | Graeme Pleeth, Robin Barter | 4:34     |  |
| 7.        | «Vienen y van»     | Fey, Graeme Pleeth, Robin Barter          | Graeme Pleeth, Robin Barter | 3:56     |  |
| 8.        | «Alma gemela»      | Fey, Robert Jazayeri                      | Robert Jazayeri             | 5:00     |  |
| 9.        | «Grítalo»          | Fey, Robert Jazayeri                      | Robert Jazayeri             | 3:49     |  |
| 10.       | «Siento caer»      | Ash Alexander, Debra Stephenson, Jo Youle | Robert Jazayeri             | 3:55     |  |
| 11.       | «Siento»           | Fey, Graeme Pleeth, Robin Barter          | Graeme Pleeth, Robin Barter | 5:20     |  |

### Vértigo: Edición anglosajona
| Disco dos |                                |                                                |                               |          |  |
| N.º       | Título                         | Escritor(es)                                   | Productor(es)                 | Duración |  |
| 1.        | «Show Me»                      | Fey, Graeme Pleeth, Robin Barter               | Graeme Pleeth, Robin Barter   | 3:24     |  |
| 2.        | «The Other Side»               | Fey, Graeme Pleeth, Robin Barter               | Graeme Pleeth, Robin Barter   | 4:26     |  |
| 3.        | «Vertigo»                      | Fey, Graeme Pleeth, Robin Barter               | Graeme Pleeth, Robin Barter   | 5:20     |  |
| 4.        | «Dressing to Kill»             | Fey, Graeme Pleeth, Robin Barter               | Graeme Pleeth, Robin Barter   | 3:55     |  |
| 5.        | «Romeo And Juliet»             | Fey, Robert Jazayeri                           | Robert Jazayeri               | 4:25     |  |
| 6.        | «Ambition»                     | Fey, Graeme Pleeth, Robin Barter               | Graeme Pleeth, Robin Barter   | 4:33     |  |
| 7.        | «That's What Love's All About» | Fey, Graeme Pleeth, Robin Barter               | Graeme Pleeth, Robin Barter   | 4:11     |  |
| 8.        | «Come and Go»                  | Fey, Graeme Pleeth, Robin Barter               | Graeme Pleeth, Robin Barter   | 3:55     |  |
| 9.        | «The Way You Love Me»          | Fey, Robert Jazayeri                           | Robert Jazayeri               | 3:51     |  |
| 10.       | «Dark Angel»                   | Darryl Burke, Fey, K. Corbett, Robert Jazayeri | Robert Jazayeri, Darryl Burke | 3:56     |  |
| 11.       | «Say It Again»                 | Fey, Robert Jazayeri                           | Robert Jazayeri               | 3:51     |  |
| 12.       | «To Be Honest»                 | Fey, Graeme Pleeth, Robin Barter               | Graeme Pleeth, Robin Barter   | 4:34     |  |
| 13.       | «Follow Me Down»               | Ash Alexander, Debra Stephenson, Jo Youle      | Robert Jazayeri               | 3:55     |  |
| 14.       | «Siento»                       | Fey, Graeme Pleeth, Robin Barter               | Graeme Pleeth, Robin Barter   | 5:20     |  |

## Sencillos
| - "Sé lo que vendrá" (2002) - "Noche ideal" (2002) - "The Other Side" (2002) - "Dressing to Kill" (2002) | \| País \| Certificaciones \| Ventas \| \| ----------------- \| --------------- \| ------- \| \| México (AMPROFON) \| Oro \| 100 000 \| |         |
| País | Certificaciones | Ventas  |
| México (AMPROFON)                                                                                        | Oro | 100 000 |

## Videos
- "Sé lo que vendrá" / "The Other Side". Ambos dirigidos por Gustavo Garzón, quien ha trabajado con artistas reconocidas a nivel mundial como Shakira y Lila Downs.

- "Noche ideal" / "Dressing to Kill". Videoclip fantasma, solo se tenía su planeación y fecha de rodaje.

## Otras ediciones
- Este álbum consta de 11 canciones en castellano con su versión en inglés con dos temas adicionales más sin adaptación al castellano. El álbum doble sólo se editó en México, mientras que en Estados Unidos sólo se editó la versión en castellano con 11 canciones, en Argentina y Colombia se editó con 12 temas, incluyendo el track en inglés "The Other Side" como pista bonus.
- A finales del 2002, Fey cambio de mánager y este sugirieron relanzar el disco con una portada y contraportada diferentes en las que se mostraba el rostro de Fey, con el objetivo de comenzar una nueva promoción. Sin embargo se imprimieron muy pocas copias de esta reedición y muy pocos aficionados pudieron conseguirla.
- Este fue el último álbum de Fey editado en versión casete, puesto a la venta únicamente con las canciones en su versión en castellano, con excepción de la pista "Siento" por las críticas.